# Echium wildpretii
Echium wildpretii és una espècie de planta de la família de les Boraginàcies.

## Descripció

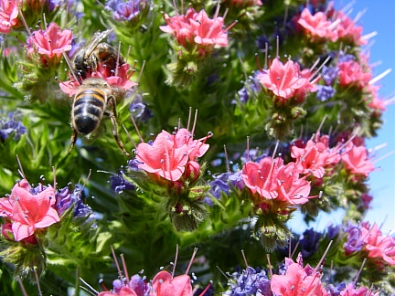
Detall de les corol·les florals.

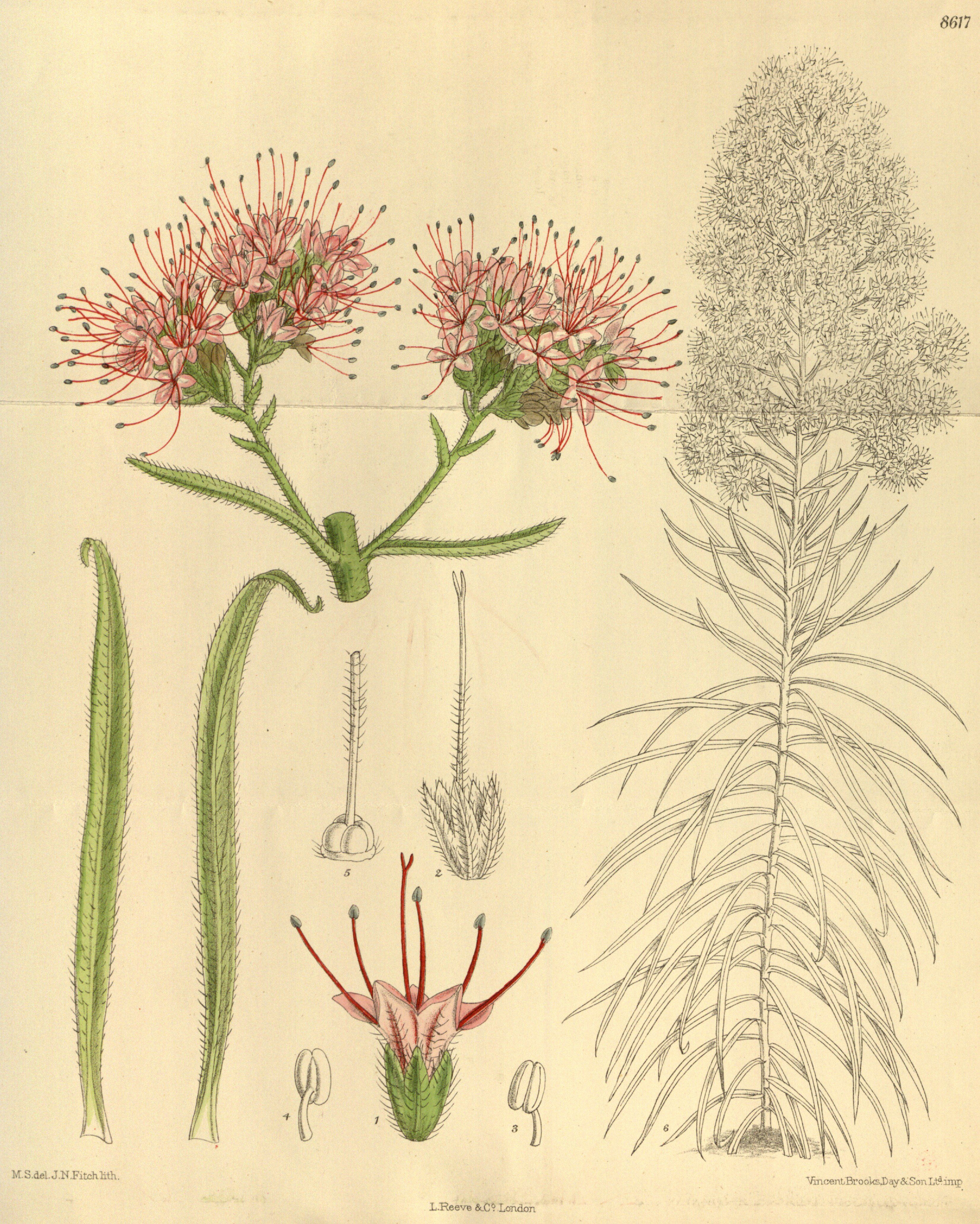
Il·lustració

Planta biennal, produint una densa roseta de fulles durant el primer any; aquestes últimes són persistents, de forma linear-lanceolada, de 30 x 2 cm, i més espesses a la base. Es tornen més curtes al llarg de la tija. Les flors, de color vermell coral -la subespècie E. wildpretii trichosyphon, endèmica de l'illa de La Palma, té la corol·la rosa violàcia/blavosa- apareixen al segon any, formant una inflorescència erecta d'1 a 3 m d'alçada. Es tornen blaves amb el temps, fenomen habitual a la subfamília Boraginoideae. Els fruits són núcules monospermes, ovoides, apiculades i irregularment tuberculades.

## Hàbitat
És una planta herbàcia biennal endèmica de les illes Canàries, de Tenerife particularment, dins del recinte del parc nacional de Las Cañadas del Teide essent igualment freqüent al sud-est: Vilaflor i als Alts de Arafo i Arico. També se la troba conreada en alguns casos a Gran Canària i La Palma.

## Usos
Planta que s'usa en jardineria. També és una de les principals plantes utilitzades a Tenerife per les abelles per a la producció de mel, per la gran riquesa de pol·len i nèctar de les seves flors. És una mel monofloral característica i amb denominació d'origen. És d'un color molt clar, gairebé transparent amb matisos groc ambarins; es pot utilitzar amb aliments als quals no se'ls vol emmascarar la seva aroma.

## Taxonomia
Echium wildpretii va ser descrita per H.Pearson ex Hook.f. i publicada a Botanical Magazine 128: t. 7847. 1902.

### Etimologia
- Echium: nom genèric que deriva del grec echium, que significa "escurçó", per la forma triangular de les llavors, les quals recorden vagament al cap d'un escurçó.
- wildpretii: epítet atorgat en honor de Hermann Wildpret, horticultor suís i resident a La Orotava durant el segle xix.

### Subespècies
- Echium wildpretii subsp. trichosiphon (Svent.) Bramwell[3]

### Sinonímia
- Echium wildprettii[4]